# Theodor Benckiser
Theodor Edwin Oskar Benckiser (* 3. Dezember 1860 in Pforzheim; † 14. November 1948 in Baden-Baden) war ein deutscher Chemiker und Unternehmer.

## Leben
Benckiser wurde im badischen Pforzheim geboren. Seine Eltern waren Alfons Benckiser (1820–1906) und Elwira, geb. Küß. Sein Großvater, der Unternehmer Johann Adam Benckiser, hatte das Chemieunternehmen Joh. A. Benckiser GmbH gegründet, das schließlich 1999 mit einem englischen Chemiekonzern zu Reckitt Benckiser fusionierte (seit 2021 nur noch Reckitt).
1885 promovierte er in Basel mit der Arbeit Beiträge zur Kenntnis der Chinone und verwandter Körper. Um 1884/85 arbeitete er im Universitätslaboratorium eng mit Rudolf Nietzki zusammen. Sie bewiesen, dass das von Liebig aus Kohlenstoffmonoxid und Kalium synthetisierte „Kohlenoxid-Kalium“ das Hexa-Kaliumsalz des Hexahydroxybenzols ist.
Benckiser stieg ab 1889 als Fabrikant in das Unternehmen seines Großvaters ein und führte später zusammen mit Albert Reimann senior und Albert Reimann junior – den Nachfahren von Karl Ludwig Reimann – das Chemieunternehmens Joh. A. Benckiser GmbH in Ludwigshafen am Rhein. 1936 zog Benckiser sich gänzlich aus der Firma zurück und trat seine Geschäftsanteile an Albert Reimann sen. ab, womit nach 113 Jahren die Ära der „Chemie-Benckiser“ in Pforzheim und Ludwigshafen endete. Heute gehört die Unternehmerfamilie Reimann zu den reichsten Familien Deutschlands.
Benckiser heiratete im Jahr 1892 Emilie Eleonore Bassermann (* 1871) in Mannheim und hatte zwei Töchter. Seine älteste Tochter Lore war mit dem jüdischstämmigen Chemiker und Bankier Paul Hohenemser verheiratet, dessen Vater August war Mitgründer der  „Rheinische Gummi- und Celluloidfabrik“ (später: Schildkröt).

## Veröffentlichungen
- Beiträge zur Kenntnis der Chinone und verwandter Körper. Birkhäuser, Basel 1885, OCLC 493256988
- Hans Dubbers, Wilhelm Bickel: Benckiser-Chronik. Band II. 1933–1973 – Die fünfte Generation eines Familienunternehmens. Joh. A. Benckiser, Ludwigshafen am Rhein 1978.
- Dem Standort treu geblieben. 125 Jahre Benckiser in Ludwigshafen. Benckiser-Report. 1983, H. 3
- Ulrich Boeyng: Die Familie Benckiser. Teil 1. In: Badische Heimat. 9/2018.
- Ulrich Boeyng: Die Familie Benckiser. Teil 2. In: Badische Heimat. 12/2018.
- Paul Erker: Die chemische Fabrik Joh. A. Benckiser im Nationalsozialismus. Wallstein, Göttingen 2023, ISBN 978-3-8353-5062-5.